# Шарлап, Николай Васильевич
Николай Васильевич Шарлап (родился 30 марта 1994 года) — белорусский гребец (академическая гребля).

## Биография
Уроженец г.п.Краснополье, Могилёвской области, Республика Беларусь.
Первые международные старты Николая относятся к 2010 году, когда он принял участие в молодёжном чемпионате мира в Бресте, где занял 9-е место в классе BM4-.
В 2013 году дебютировал на чемпионате Европы. На чемпионате Европы 2015 года - бронза в классе M4-.
На чемпионатах мира и Олимпийских играх не выступал.
Мастер спорта международного класса Республики Беларусь.
Представляет Могилевский областной центр олимпийского резерва по гребным видам спорта.